# رسم توضيحي (علوم)

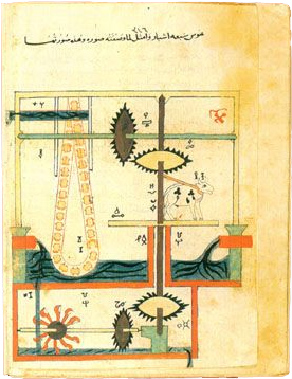
«شكل» يُبين كيفية عمل إحدى آلات «حيل» الجزري.

الرسم التوضيحي أو الرسم البياني أو المُخَطَّط أو البَيَال أو المِبيان (باليونانية: Διάγραμμα) يستعمل في العلوم الطبيعية ومختلف فروع الهندسة وعلم الاقتصاد وإدارة المشاريع، غرضه إظهار معلومات في هيئة رسم، لتيسير فهمها. يختلف عن الرسم البياني وعن المخطط البياني في أنه لا يُظهر بيانات وحسب بل علاوة على ذلك علاقة عناصر أو خطوات ما ببعضها.

## معرض صور

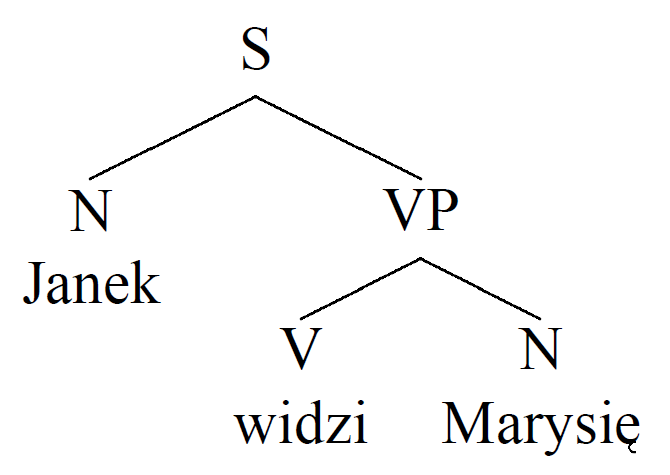
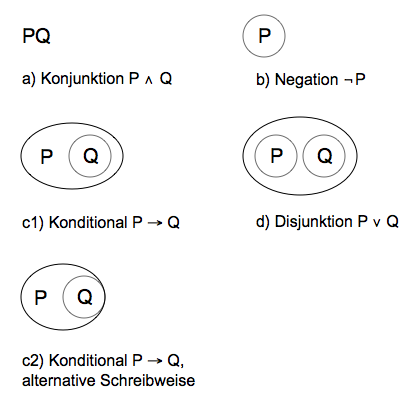